# I. Nefaarud
I. Nefaarud, régiesen Neforit, görögösen Nepheritész, Noferitész, uralkodói nevén Baenré Merinetjeru (? – Kr. e. 393) az egyiptomi XXIX. dinasztia első fáraója Kr. e. 399-től haláláig. Befejezte a perzsák alóli felszabadítás művét.: vele Egyiptom visszanyerte önállóságát
Amikor trónra lépett, Spárta épp nagyságának tetőpontján állott és épp akkor üzent hadat Perzsiának Nefaarud védő- és támadószövetséget kötött a lakedaimóniakkal és fegyverekkel, gabonával, hadiszerekkel megrakott hajórajt küldött Ageszilaosz királynak, amit azonban elfogott az athéni Konón, a perzsa had vezére. Ageszilaosz hazahívatása és Kis-Ázsiának a spártaiak által való otthagyatása lehűtötte a fáraó jóakaratát; azt a haderőt, amelyet, úgy látszik, messzire volt hajlandó elküldeni, valószínűleg Szíria határára vonta össze, hogy visszaverje a küszöbön állónak vélt megrohanást. II. Artakhsaszjá perzsa király azonban Kis-Ázsiába irányította azt a sereget, amelyet Egyiptomba kellett volna küldenie.

## Titulatúra
A fáraók titulatúrájának magyarázatát és történetét lásd az Ötelemű titulatúra szócikkben.
| G5 |

| G5 |

| O29 · ib |

| O29 · ib |

| O29 · ib |

| O29 · ib |

| G5 |

| G5 |

| O29 · ib |

| O29 · ib |

| O29 · ib |

| O29 · ib |

| G8 |

| G8 |

| R8A | U21 · n |

| R8A | U21 · n |

| G8 |

| G8 |

| R8A | U21 · n |

| R8A | U21 · n |

| M23 | L2 |

| M23 | L2 |

| N5 | E10 · n | R8A · N36 |

| N5 | E10 · n | R8A · N36 |

| N5 | E10 · n | R8A · N36 |

| N5 | E10 · n | R8A · N36 |

| N5 | E10 · n | R8A · N36 |

| N5 | E10 · n | R8A · N36 |

| N5 | E10 · n | R8A · N36 |

| N5 | E10 · n | R8A · N36 |

| M23 | L2 |

| M23 | L2 |

| N5 | E10 · n | R8A · N36 |

| N5 | E10 · n | R8A · N36 |

| N5 | E10 · n | R8A · N36 |

| N5 | E10 · n | R8A · N36 |

| N5 | E10 · n | R8A · N36 |

| N5 | E10 · n | R8A · N36 |

| N5 | E10 · n | R8A · N36 |

| N5 | E10 · n | R8A · N36 |

| G39 | N5 | \| \| |
|     |    |       |

|  |

| G39 | N5 | \| \| |
|     |    |       |

|  |

| n · G1s | Z4 | f · O29 · Z7 · Z2ss | T12 |

| n · G1s | Z4 | f · O29 · Z7 · Z2ss | T12 |

| n · G1s | Z4 | f · O29 · Z7 · Z2ss | T12 |

| n · G1s | Z4 | f · O29 · Z7 · Z2ss | T12 |

| n · G1s | Z4 | f · O29 · Z7 · Z2ss | T12 |

| n · G1s | Z4 | f · O29 · Z7 · Z2ss | T12 |

| n · G1s | Z4 | f · O29 · Z7 · Z2ss | T12 |

| n · G1s | Z4 | f · O29 · Z7 · Z2ss | T12 |

| G39 | N5 | \| \| |
|     |    |       |

|  |

| G39 | N5 | \| \| |
|     |    |       |

|  |

| n · G1s | Z4 | f · O29 · Z7 · Z2ss | T12 |

| n · G1s | Z4 | f · O29 · Z7 · Z2ss | T12 |

| n · G1s | Z4 | f · O29 · Z7 · Z2ss | T12 |

| n · G1s | Z4 | f · O29 · Z7 · Z2ss | T12 |

| n · G1s | Z4 | f · O29 · Z7 · Z2ss | T12 |

| n · G1s | Z4 | f · O29 · Z7 · Z2ss | T12 |

| n · G1s | Z4 | f · O29 · Z7 · Z2ss | T12 |

| n · G1s | Z4 | f · O29 · Z7 · Z2ss | T12 |